# Diablo (vals venezolano)
Diablo es una composición musical del autor venezolano Heraclio Fernández (Maracaibo, 1851– La Guaira,1886). Su nombre real es "El Diablo Suelto" y fue hecha en 1878 a ritmo de vals. Es una de las más famosas hechas en Venezuela y por su propia naturaleza es considerada una de las más difíciles de interpretar.
En el siglo XX el compositor Enrique Hidalgo, también venezolano le dio letra, para que fuera interpretado por el cantante venezolano de música folklórica Gualberto Ibarreto.

## Interpretaciones famosas
El tema ha sido interpretado principalmente para guitarra o instrumentos de cuerdas, destacándose en su interpretación figuras como Alirio Díaz, Rodrigo Riera, Sir Augusto Ramírez, Jaime Torres y John Williams.
- Datos: Q5804904